# Lake Mathews (Kalifornija)
Lake Mathews je naseljeno područje za statističke svrhe u američkoj saveznoj državi Kalifornija. Prema popisu stanovništva iz 2010. u njemu je živjelo 5.890 stanovnika.